# Эрве, Гюстав
Гюста́в Эрве́ (фр. Gustave Hervé; 2 января 1871, Брест — 25 октября 1944, Париж) — французский журналист, профсоюзный деятель, политик и историк. В молодости — ультралевый активист СФИО, синдикалист, антимилитарист. Впоследствии перешёл на национал-патриотические позиции. В 1920—1930-х годах — деятель французского фашистского движения. В то же время являлся противником нацистской оккупации, коллаборационизма и режима Виши.

## «Первый большевик»

### Ультралевый пацифизм
Родился в многодетной семье сержанта-квартирмейстера. В молодости преподавал историю в колледжах. Примкнул к социалистическому движению, состоял в партии СФИО и профсоюзе ВКТ. Активно участвовал в создании синдикалистских рабочих организаций. Постоянно выступал в социалистической печати, был известен как партийный публицист.
Гюстав Эрве занимал в соцпартии крайне левые позиции. Наряду с синдикализмом, его основными идеями являлись интернационализм, пацифизм и антимилитаризм. 20 июля 1901 года Эрве опубликовал в социалистической газете Travailleur socialiste de l’Yonne — Социалистической рабочий Йонны — нашумевшую антимилитаристскую статью к годовщине Ваграмского сражения. Публикация была расценена как «национал-предательская», вызвала скандальный резонанс и привела к запрету для автора на преподавание истории.

### Анархический романтизм
По мере нарастания военной угрозы Эрве призывал к рабочему восстанию, если буржуазное правительство втянет Францию в европейскую войну. Он издавал газету La Guerre Sociale — Социальная война. Столь радикальная позиция (появился специальный термин: hervéisme — «эрвеизм») не встречала понимания даже со стороны последовательного социалистического пацифиста Жана Жореса. Гюстав Эрве стремился консолидировать крайне левых социалистов на своеобразной романтической платформе, близкой к анархизму.

Чтобы вызвать массы из их состояния заплесневения, нужны примеры безумной смелости, революционного романтизма, народной поэзии, без которой массы никогда не вдохновляются на абстрактную идею. Единственная деятельность революционных меньшинств — повстанческая тактика. Революционный романтизм сегодня — единственный способ расшевелить душу толпы коллективным действием.

Гюстав Эрве

Леворадикальные выступления Эрве привели к судебным преследованиям. Несколько раз он был осуждён за «антинациональную» агитацию, призывы к забастовкам и восстаниям в случае объявления военной мобилизации. Речь Эрве на суде в 1905 году была прямо названа «Антипатриотизм»:

Нашу антипатриотическую концепцию неправильно называют «эрвеизмом»… Я говорю это не для того, чтобы уменьшить мою долю ответственности, но для того, чтобы воздать должное истине. Моя роль ограничена интерпретацией идей и чувств, которые я видел в пролетарском и крестьянском классах. Эти антипатриотические идеи, как и всё новое, шокируют общественное мнение. Они шокируют вас. Такова была судьба раннего христианства, а также республиканских идей — в те времена, когда республиканцев называли кровопийцами, грабителями и поджигателями.

В общей сложности Эрве провёл в заключении более двух лет.

### Ленинская критика
При поверхностной оценке воззрения Эрве в первое десятилетие XX века вызывают ассоциации с российским большевизмом. Однако Ленин, исходивший из концепции классовой и партийной диктатуры, пренебрежительно относился к анархо-романтическим подходам французского социалиста:

Анархический метод мышления обнаруживается здесь в полной мере. Слепая вера в чудодейственную силу всякого action directe … План Эрве «очень прост»: в день объявления войны социалисты-солдаты дезертируют, а резервисты объявляют забастовку и остаются по домам. Однако "стачка резервистов не есть пассивное сопротивление: рабочий класс скоро перешел бы к открытому сопротивлению, к восстанию … Таков этот «действительный, прямой и практический план», и уверенный в его успехе Эрве предлагает отвечать военной забастовкой и восстанием на каждое объявление войны … Прав Каутский, говоря об идее Эрве: «идея военной стачки зародилась под влиянием „хороших“ мотивов, она благородна и полна героизма, но она героическая глупость».

## Сдвиг вправо

### От пацифизма к оборончеству
С 1912 года в социалистической идеологии Эрве стали проявляться патриотические мотивы. Он стал сторонником национал-синдикалистских идей. В июле 1914 года, перед началом Первой мировой войны, Гюстав Эрве занял социал-патриотическую позицию, выступая за оборонительную войну против Германии. При этом его выступления в защиту Отечества были столь же яркими и пафосными, что и прежние призывы к восстанию против войны. Газета La Guerre Sociale (Социальная война) была переименована в La Victoire (Победа).

### За русский Февраль
В 1917 году Гюстав Эрве горячо поддержал Февральскую революцию в России. Он решительно выступал в поддержку Временного правительства против большевиков-ленинцев.

Я старый организатор синдикализма и хорошо знаю психологию крайне левых фанатиков. Эти несчастные убеждению недоступны. Разрушительному меньшинству должно быть противопоставлено другое меньшинство, столь же решительное и агрессивное. Необходимо создать революционную гвардию для защиты Временного правительства.

Гюстав Эрве, апрель 1917

Слова о знании психологии «крайне левых фанатиков» звучали убедительно, поскольку несколькими годами ранее Гюстав Эрве сам принадлежал к таковым.

## «Первый фашист»

### Социал-национализм
Эволюция Гюстава Эрве вправо ускорилась после войны. В 1919 году он создал Социалистическую национальную партию явно фашистского характера. Его ближайшими соратниками стали Александр Зеваэс, социалист, в 1914 выступивший адвокатом убийцы Жореса, и видный деятель СФИО начала XX века Жан Аллеман. Эрве и его партия приветствовали Поход на Рим итальянских фашистов и приход к власти Муссолини. В 1930 году Эрве вступил в переписку с Гитлером.
В 1932 году по инициативе Эрве создана военизированная структура Milice socialiste nationale — Социалистическая национальная милиция, которую возглавил будущий видный коллаборационист Марсель Бюкар. Партийная милиция Эрве и Бюкара впоследствии сыграла заметную роль в фашистском движении Франсизма. Однако лично Эрве старался дистанцироваться от уличного насилия.

### Нетоталитарный фашизм
Фашизм в версии Гюстава Эрве был сходен с ранним фалангизмом, «сквадризмом» и популистским крылом германских СА. Эрве полностью принимал антикоммунизм и национал-популизм, однако отвергал тоталитаризм и расизм. Антисемитизм Эрве называл «позором немецкого народа». В письме Гитлеру он убеждал нацистского фюрера отказаться от этой политики:

Адольф Гитлер, ваши лучшие намерения приведут к бедствиям из-за вашей антисемитской ярости и политической неопытности.

Во внутренней политике 1930-х годов Гюстав Эрве выступал за переход к «авторитарной республике» с расширенными полномочиями президента. Он считал, что именно такой государственный строй — в отличие парламентаризма или реставрации монархии — обеспечит социальные преобразования в духе национального социализма. С середины 1930-х годов Эрве был сторонником Филиппа Петэна, в котором видел будущего авторитарного президента.

## «Первый голлист»

### Фашист против нацизма
Первоначально Эрве был противником новой войны с Германией. Он предлагал отказаться от колониальной империи ради соглашения Берлином (не понимая при этом, что афро-азиатские колонии, принципиально важные для кайзеровской империи, не являлись приоритетом Третьего рейха). Однако с 1938 года, после Хрустальной ночи, Эрве оказался одним из немногих французских фашистов, категорически осудивших нацизм. Он снова стал сторонником сопротивления германской агрессии.
В 1940 году Эрве выступил против передачи власти маршалу Петэну, которого недавно поддерживал. Он осуждал коллаборационистский режим Виши. (Его бывший соратник Бюкар до конца пошёл коллаборационистским путём, участвовал в репрессиях против Сопротивления и в 1946 году был казнён за измену). Оккупационные власти закрыли La Victoire, Эрве находился под наблюдением гестапо. В 1944 году, незадолго до смерти, Гюстав Эрве публично поддерживал генерала де Голля.

### В ряду примеров
Эпатажный переход с крайне левого фланга на крайне правый — довольно типичное явление для французской политики XX века. Зигзаги Жака Дорио или Симона Сабиани выглядели даже более впечатляющими, нежели эволюция Гюстава Эрве. Однако на всех этапах своей политической биографии Эрве оставался убеждённым социалистом и синдикалистом.
Сам Гюстав Эрве характеризовал себя как «первого большевика, первого фашиста, первого петэниста, первого участника Сопротивления и первого сторонника де Голля».